# ムーム
ムーム (múm) は、アイスランドのエレクトロニカバンド。レイキャビク出身。

## メンバー
- オルヴァル・スマラソン（Örvar Þóreyjarson Smárason）
- グンネル・ティーネス（Gunnar Örn Tynes）
- ヒドゥル・グドナドッティル（Hildur Guðnadóttir）

## 概要
múmという名に深い意味は無く、2頭の象が鼻を絡めあう姿をモチーフにしたとされている。かつてはギーザ・アンナとクリスティン・アンナの二人が双子のボーカルとして活動していたが、2002年にギーザが、2006年クリスティンが脱退。同郷のビョークやシガー・ロスとの交流も深く、ファットキャット・レコーズや、モール・ミュージックなどのレーベルから音源をリリースしている。

## 音楽性
人の声やドアの開閉音などの生活音をサンプリングしたエレクトロ・ビーツと、アコーディオンやメロディオン、グロッケンシュピールなど様々な生楽器の奏でる旋律とが産みだす、風変わりで手作り感のあるエレクトロニカ・サウンドを特徴としている。また、年齢不詳なギーザとクリスティンの女性ボーカルが牧歌的なイメージを一層強くしている。
作品的には、ギーザとクリスティンの脱退までのどこか幻想的で浮遊感のある『Yesterday Was Dramatic - Today Is OK』から『Summer Make Good』までと、リズミカルで幼少期の回想を窺える様な内容を持つ『Go Go Smear the Poison Ivy』以降の作品とで活動期を分けることが出来る。

## エピソード
ベル・アンド・セバスチャンのアルバム『わたしのなかの悪魔』のジャケット写真のモデルは、かつてメンバーであった双子の姉妹、ギーザとクリスティン。
2005年のアイスランドの音楽に関するドキュメンタリー映画『スクリーミング・マスターピース』にミュージシャンとして出演し、スロウブロウと共演している映像などを提供している。

## ディスコグラフィ

### アルバム
| 発売日                                                          | タイトル                                                                                         | レーベル                                                                   |
| --------------------------------------------------------------- | ------------------------------------------------------------------------------------------------ | -------------------------------------------------------------------------- |
| ：2000年3月11日 ：2001年4月2日 ：2001年9月25日 ：2012年10月17日 | Yesterday Was Dramatic – Today Is OK イエスタデイ・ワズ・ドラマティック-トゥデイ・イズ・オーケー | TMT P-VINE ホステス・エンタテインメント                                    |
| ：2002年 ：2002年5月20日 ：2006年2月21日                        | Loksins erum við engin Finally We Are No One ファイナリー・ウィー・アー・ノー・ワン              | Smekkleysa Records ファットキャット・レコーズ ホステス・エンタテインメント |
| ：2004年4月12日 ：2006年2月21日                                 | Summer Make Good サマー・メイク・グッド                                                          | ファットキャット・レコーズ ホステス・エンタテインメント                    |
| ：2007年9月24日 ：2007年9月22日                                 | Go Go Smear the Poison Ivy ゴー・ゴー・スマー・ザ・ポイズン・アイヴィー                          | ファットキャット・レコーズ ホステス・エンタテインメント                    |
| ：2009年8月17日 ：2009年8月19日                                 | Sing Along to Songs You Don't Know シング・アロング・トゥ・ソングス・ユー・ドント・ノウ          | モール・ミュージック ホステス・エンタテインメント                          |
| ：2013年9月6日 ：2013年9月11日                                  | Smilewound スマイルウーンド                                                                      | モール・ミュージック ホステス・エンタテインメント                          |

### EP
- The Ballad of the Broken Birdie Records (TMT, 2000)
- Dusk Log (Fat Cat Records, 2004)
- ザ・ピール・セッション (Fat Cat Records, 2006) (Maida Vale 4 Studio 2002)

### シングル
- Green Grass of Tunnel (Fat Cat Records, 2002)
- Nightly Cares (Fat Cat Records, 2004)
- They Made Frogs Smoke 'Til They Exploded (Fat Cat Records, 2007)
- Marmalade Fires (Fat Cat Records, 2007)

### コンピレーション
- Blái Hnötturinn (2001) - サウンドトラック
- Motorlab #2 (2001)
- Please Smile My Noise Bleed (Morr Music, 2001)
- Remixed (TMT, 2002)
- Fálkar (Smekkleysa Records, 2002)
- Wicker Park (soundtrack) (Lakeshore Records, 2004)
- 「スクリーミング・マスターピース」オリジナル・サウンドトラック（2005）
- Kitchen Motors Family Album/Fjölskyldualbúm Tilraunaeldhússins (Spring 2006)
- アーリー・バーズ (Morr Music, 2012)